# 김기옥 (1877년)
김기옥(金基玉, 1877년 3월 ~ ?)은 일제강점기의 강원도 지역 유지이며, 기업인이다.

## 생애
강원도 김화군 출신이다. 일본어를 구사하여 1895년 청일 전쟁 때부터 일본군 통역으로 수행했다. 1904년 러일 전쟁에도 통역으로 참전한 뒤 1910년까지 통역직에 종사했다.
1919년에 김화군 참사로 임명되는 등 한일 병합 조약 체결 후 일제와 가깝게 지냈다. 이후 김화상사주식회사와 김화합동운수사 사장을 맡는 등 김화를 중심으로 곡물상과 운수기업을 운영하였다.
1922년 강원도 평의원이 되었고, 김화수리조합장, 김화소방조두, 조선삼림협회 평의원 등 지역 유력자들이 맡는 직책에 올랐다. 흑룡회 계열이 1922년에 내선일체를 내세우며 설립한 동광회에서는 조선총지부 평의원으로 활동하기도 했다.
지역 발전에 기여한 공로로 여러 차례 표창을 받은 바 있다. 1922년 강원도지사로부터 표창장을 받은 것을 비롯해 지방산 소를 개량하고 증식하는 데 세운 공, 1923년 학술 장려와 산업 개발에 노력한 공 등을 인정받아 조선총독부의 표창을 받은 것 등이다.
2008년 발표된 민족문제연구소의 친일인명사전 수록예정자 명단 중 경제 부문과 지역유력자 부문에 선정되었다.

## 같이 보기
- 동광회

## 참고자료
- 김기옥(金基玉) - 국사편찬위원회